# RIM-8 Talos
Bendix RIM-8 Talos була військово-морською ракетою «земля-повітря» (ЗРК) великої дальності, однією з перших ЗРК для оснащення кораблів ВМС США. Talos використовував радіолокаційний промінь для наведення в район цілі та напівактивне радіолокаційне самонаведення (SARH) для кінцевого наведення. Чотири антени навколо носа були приймачами SARH, які функціонували як інтерферометр безперервної хвилі. Початкову тягу для запуску забезпечував твердопаливний ракетний прискорювач; для польоту до цілі передбачений ПВРД «Бендікс», головна частина якого служить компресором ПВРД.

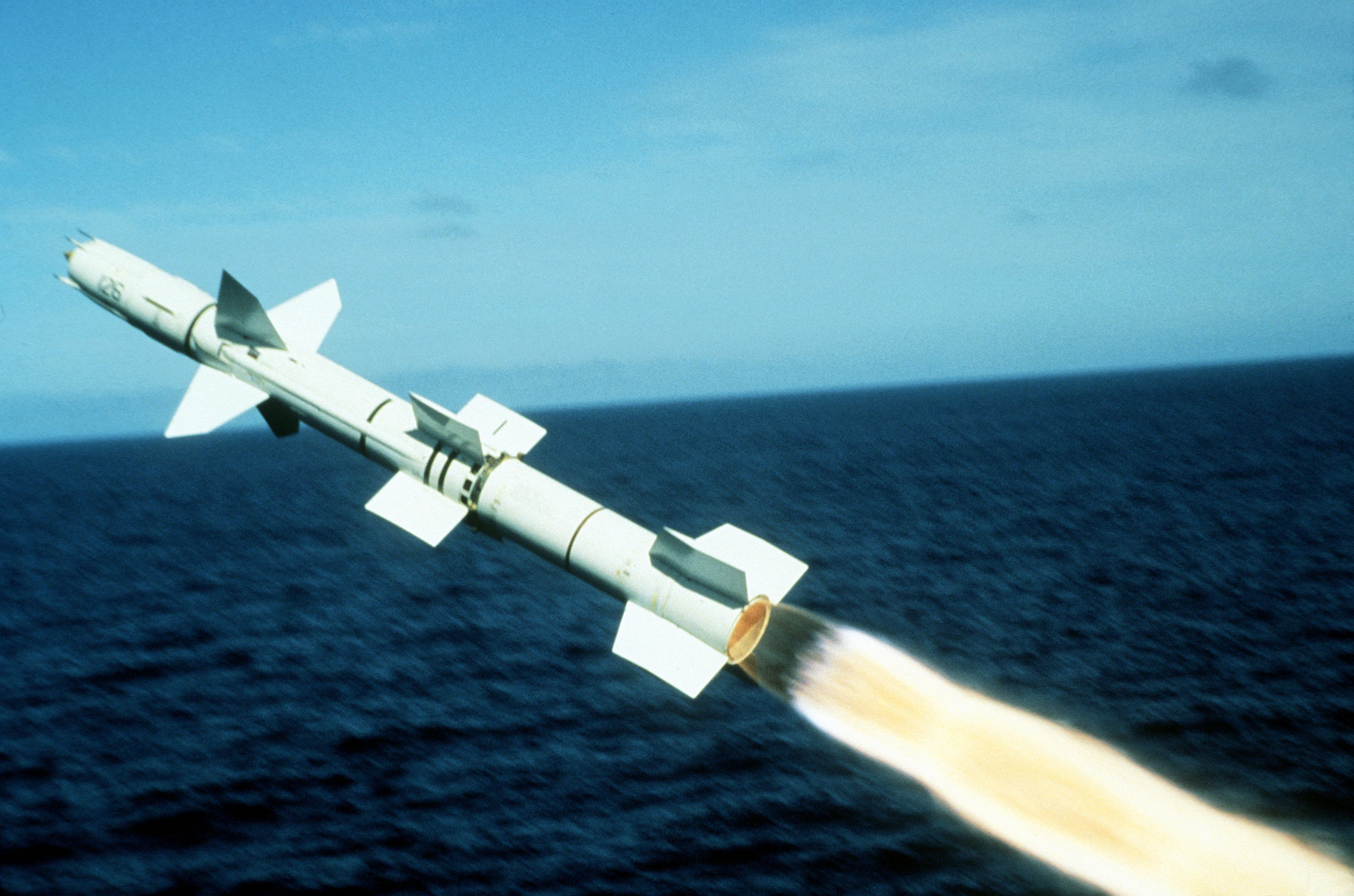
Остання ракета Talos, запущена в 1979 році

## Історія
«Талос» був кінцевим продуктом операції «Бамблбі», 16-річної програми військово-морських сил розробки зенітних ракет для захисту від керованих протикорабельних ракет, таких як глісерні бомби Henschel Hs 293, Fritz X і літаки-камікадзе. «Талос» був основним проєктом «Бамблбі», але не першою ракетою, розробленою програмою, першим на озброєння надійшов RIM-2 Terrier. Talos спочатку мав позначення SAM-N-6, а в 1963 році був перейменований на RIM-8. Конструкція планера була виготовлена McDonnell Aircraft у Сент-Луїсі. Остаточне складання проводилося компанією Bendix Missile Systems у Мішаваці, Індіана. Перші серійні версії ракети коштували близько 155 000 доларів США в 1955 році (1 793 335 доларів США в доларах 2022 року); однак пізніше ціна знизилася, оскільки Bendix збільшила виробництво.
Talos використовувався відносно обмежено через його великі розміри та систему подвійної радіолокаційної антени; лише кілька кораблів могли розмістити великі ракети з радаром наведення ракет AN/SPW-2 і радаром підсвічування та супроводу цілей AN/SPG-49. Ракета довжиною 9,9 метра і вагою 3,5 тонни була порівнянна за розміром з невеликим винищувачем. Система запуску керованих ракет Talos Mark 7 (GMLS) була встановлена на трьох кораблях Galveston (переобладнаних легких крейсерах класу Cleveland) з 16 ракетами в готовому до експлуатації магазині та до 30 ракетами та прискорювачами в зоні зберігання над основним кораблем. Атомний крейсер USS Long Beach і три «Albany» (переобладнані важкі крейсери класу «Балтімор») несли системи запуску керованих ракет Mark 12, які використовували магазини на 52 патрони під головною палубою.

## Галерея

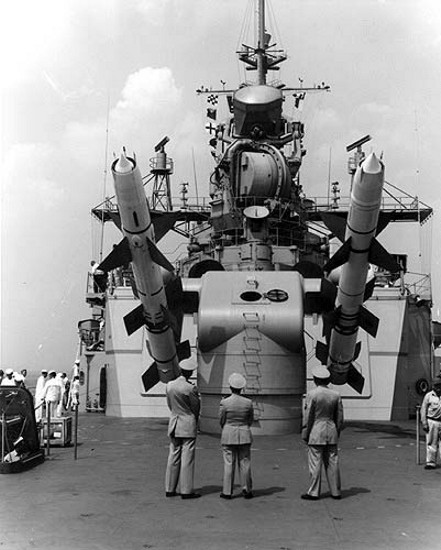
Ракетна установка Talos на USS Long Beach, липень 1961 р.
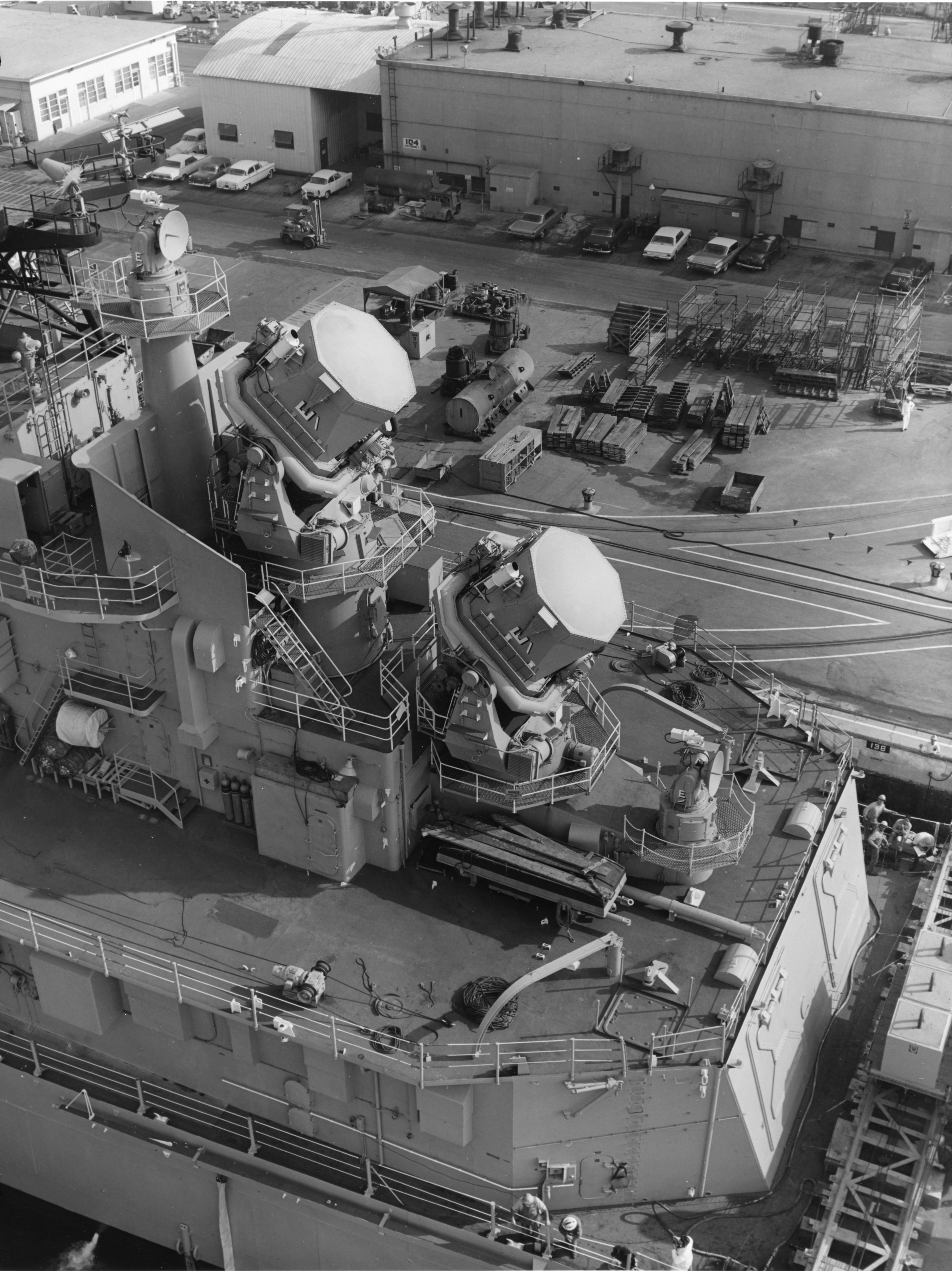
Радари Talos missile guidance, AN/SPG-49.
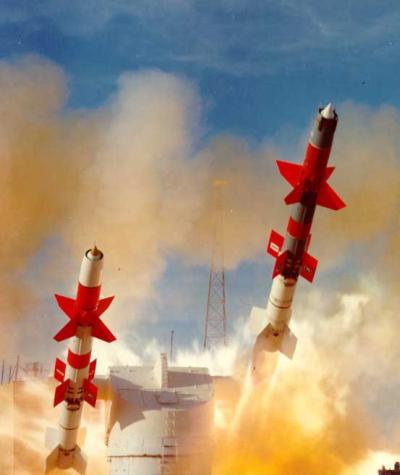
Запуск ракет RIM-8A і -8B.
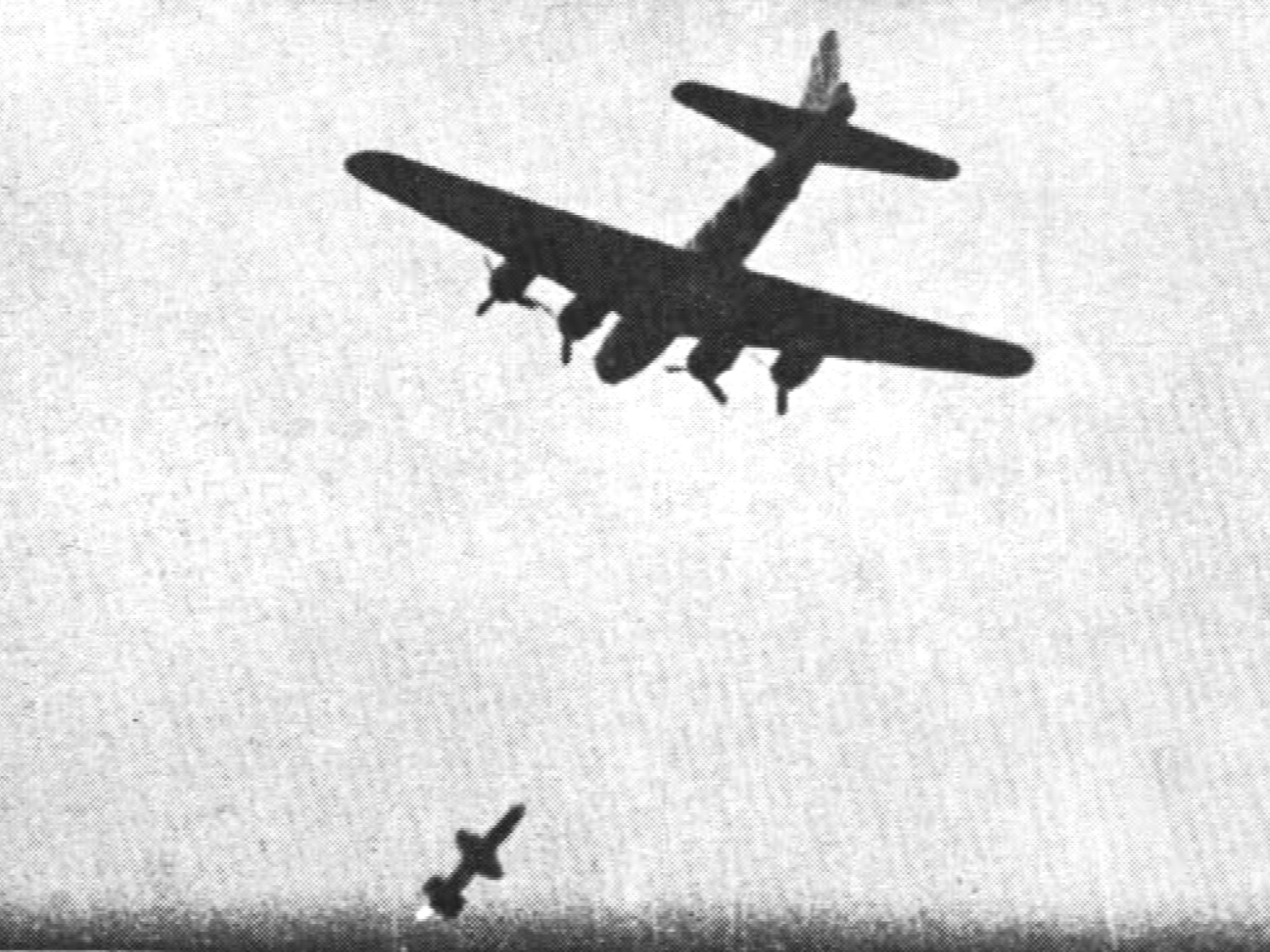
Талос незадовго до того, як вразив дрон-мішень B-17 у 1957 році.
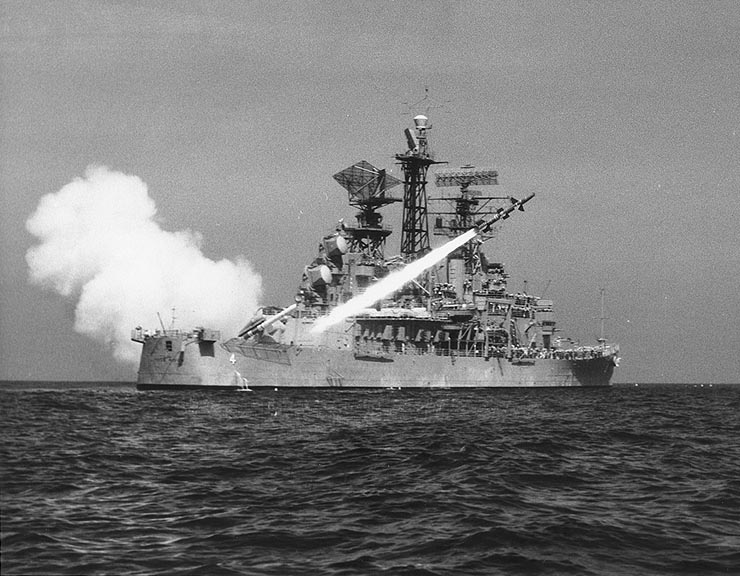
USS Little Rock стріляє з Talos, 4 Травень 1961 року.
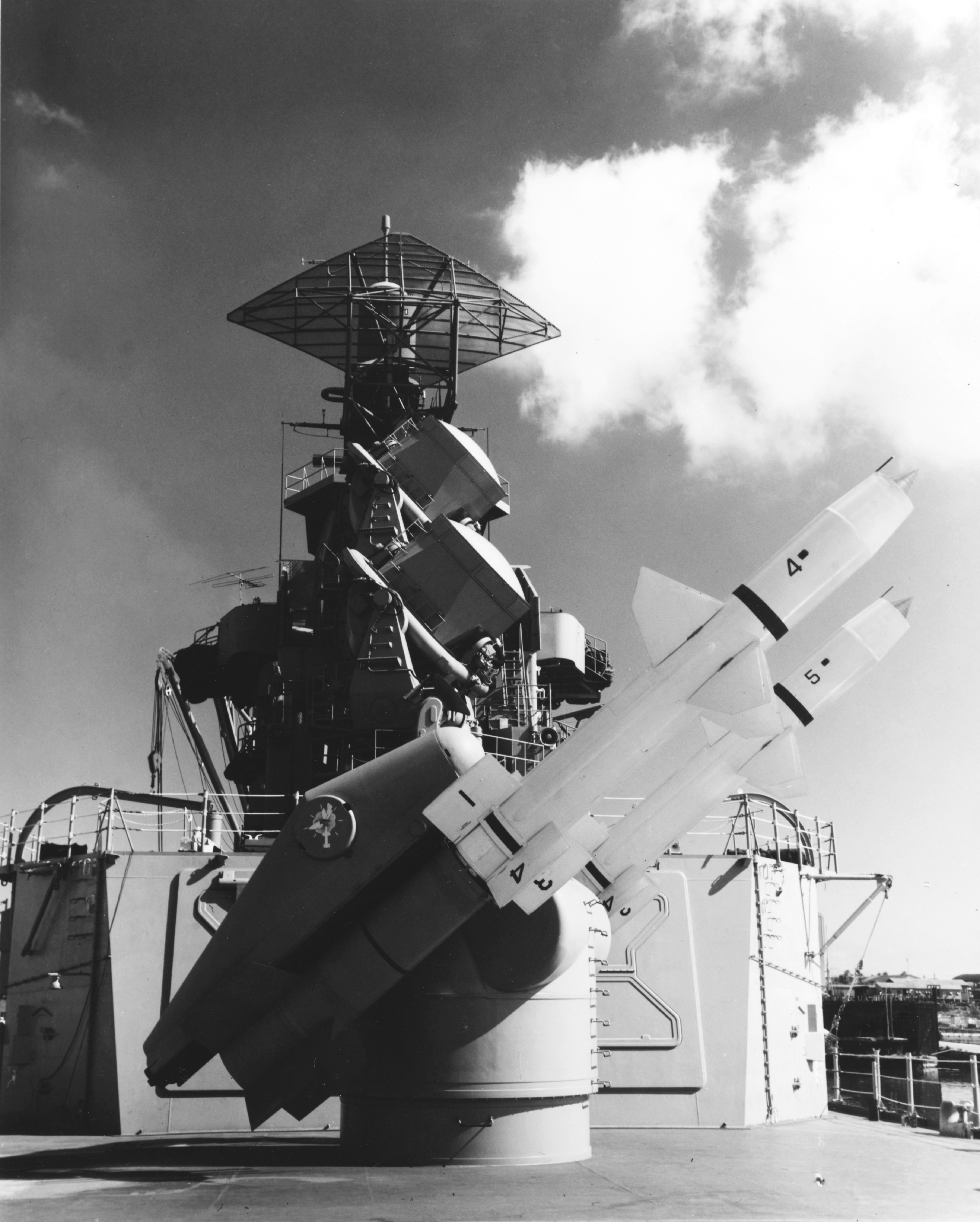
Ракети Talos на USS Little Rock, листопад 1960 року.
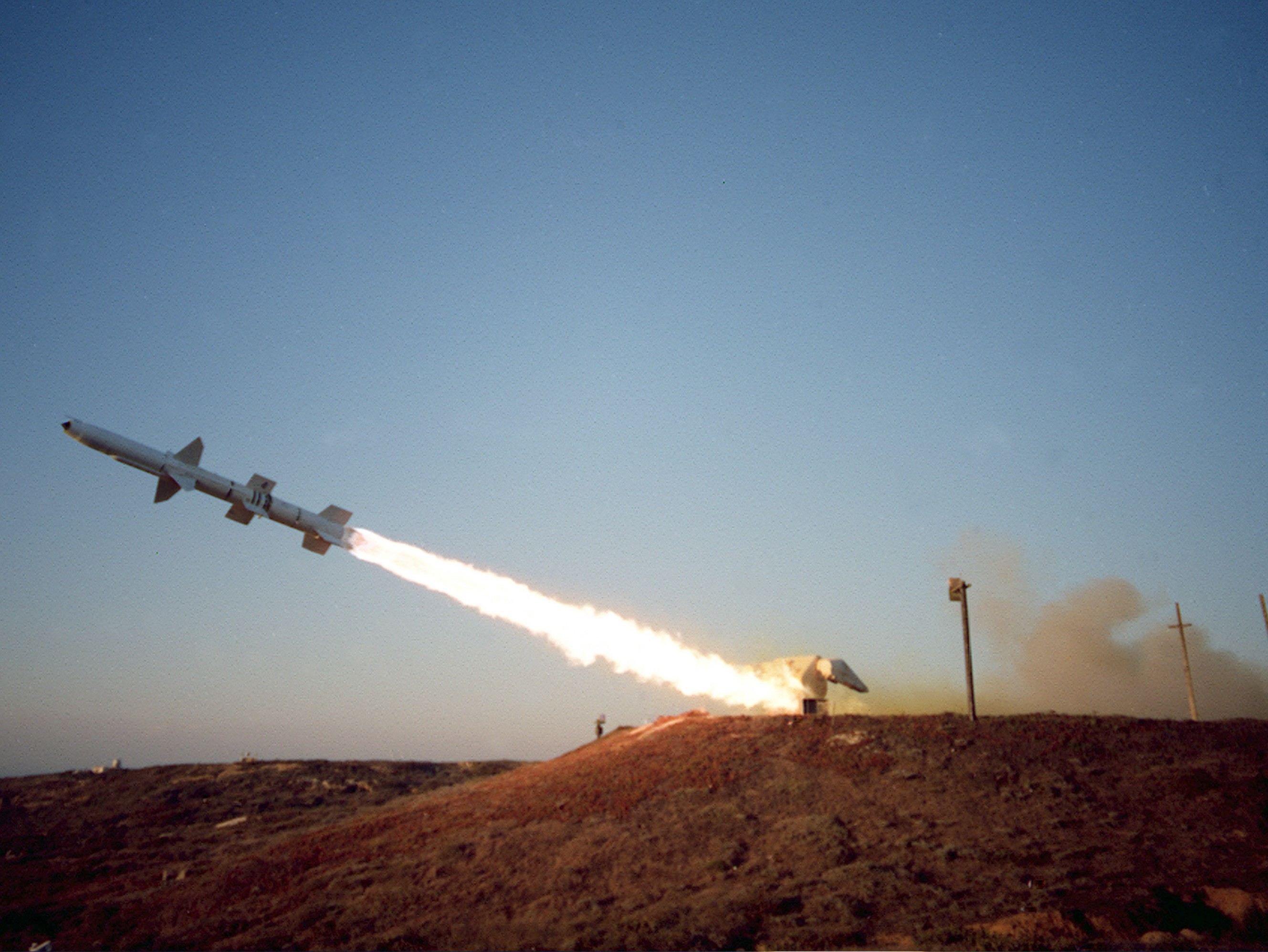
Запуск MQM-8G Vandal з острова Сан-Ніколас, 1999 рік.
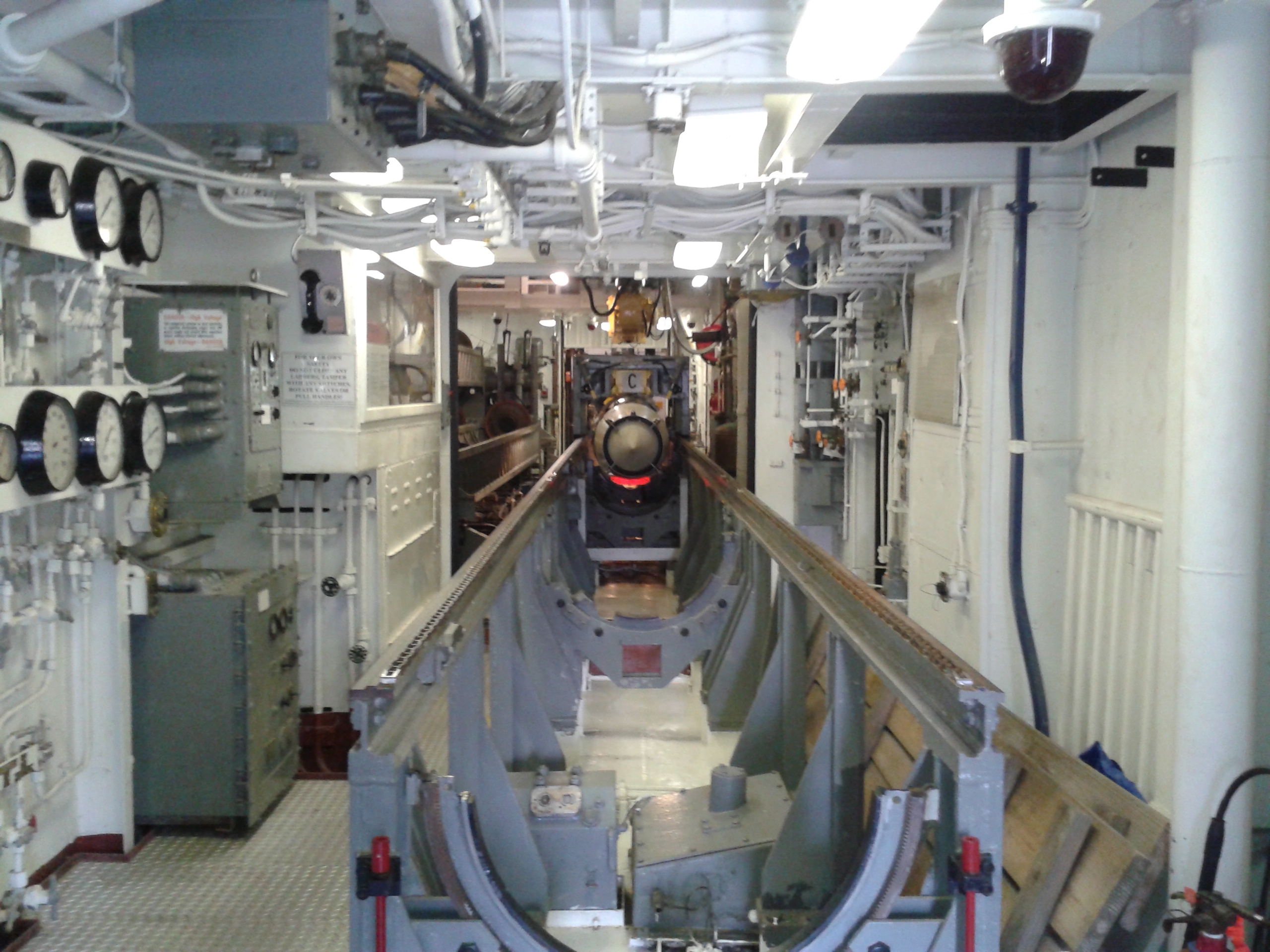
Конвеєр для завантаження ракет RIM-8 Talos на борту USS Little Rock.
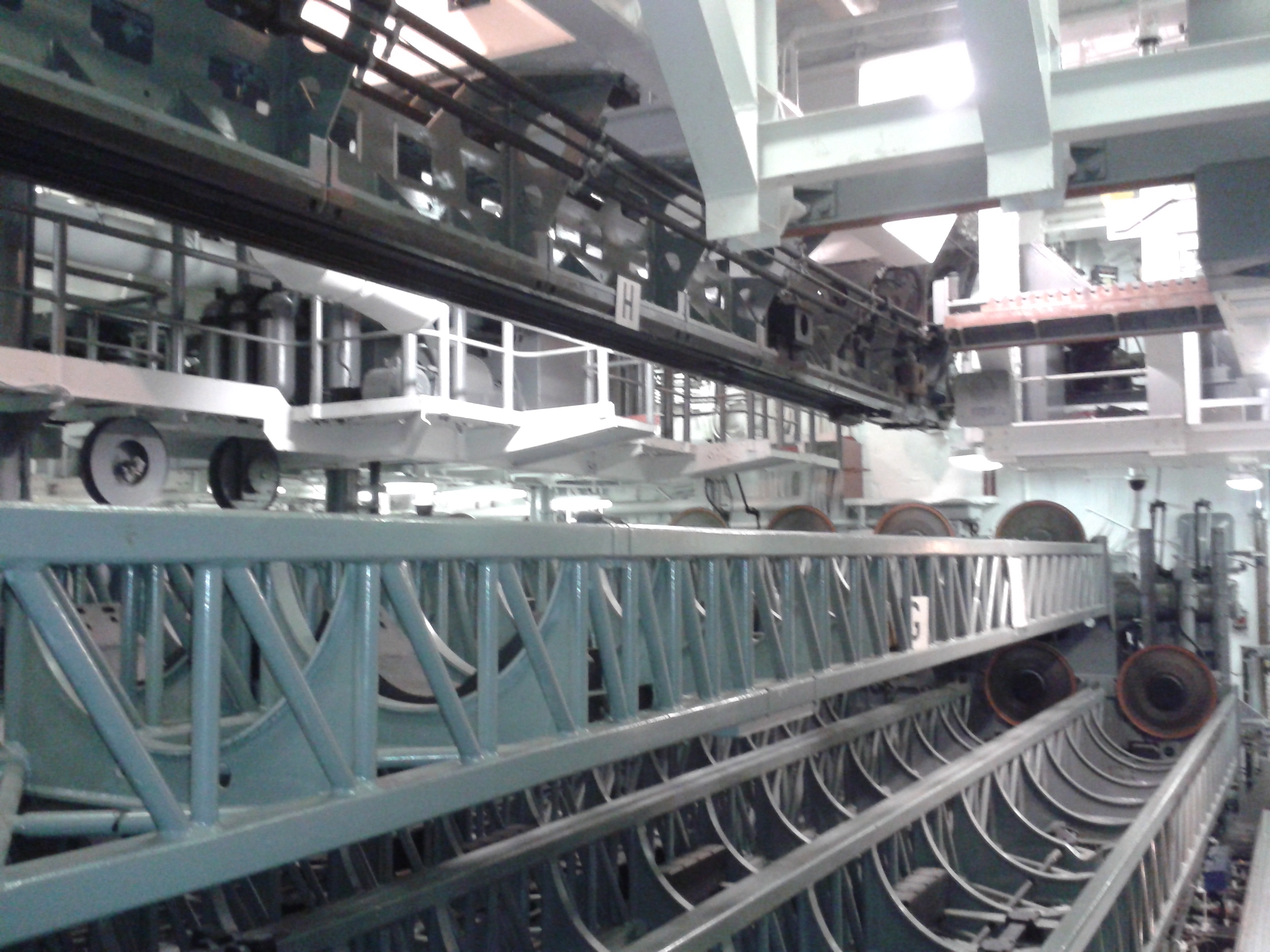
Стійки для магазинів RIM-8 Talos в USS Little Rock
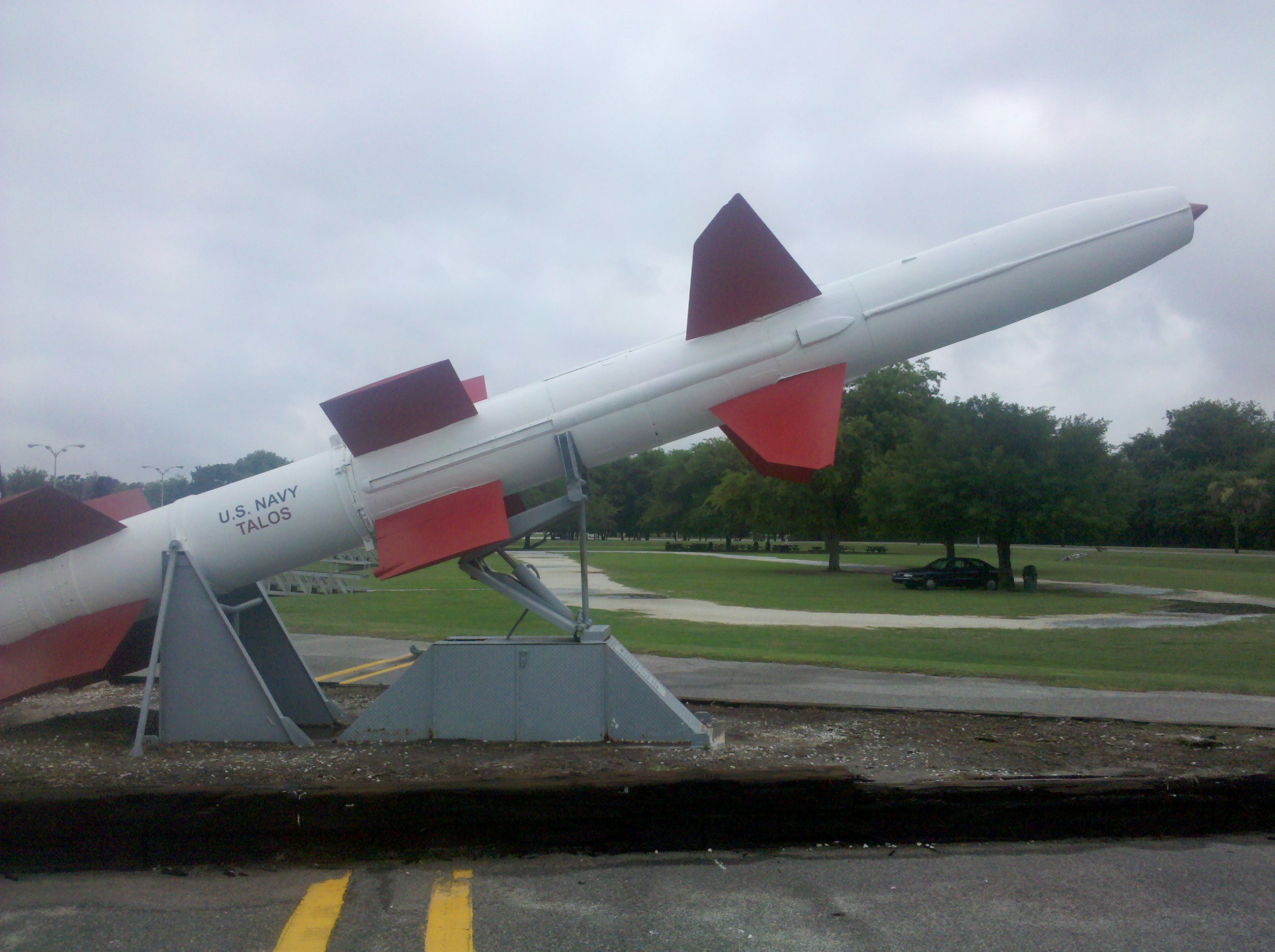
Дисплей RIM-8 Talos, військово-морський музей Патріотс-Пойнт, Чарлстон, Південна Кароліна
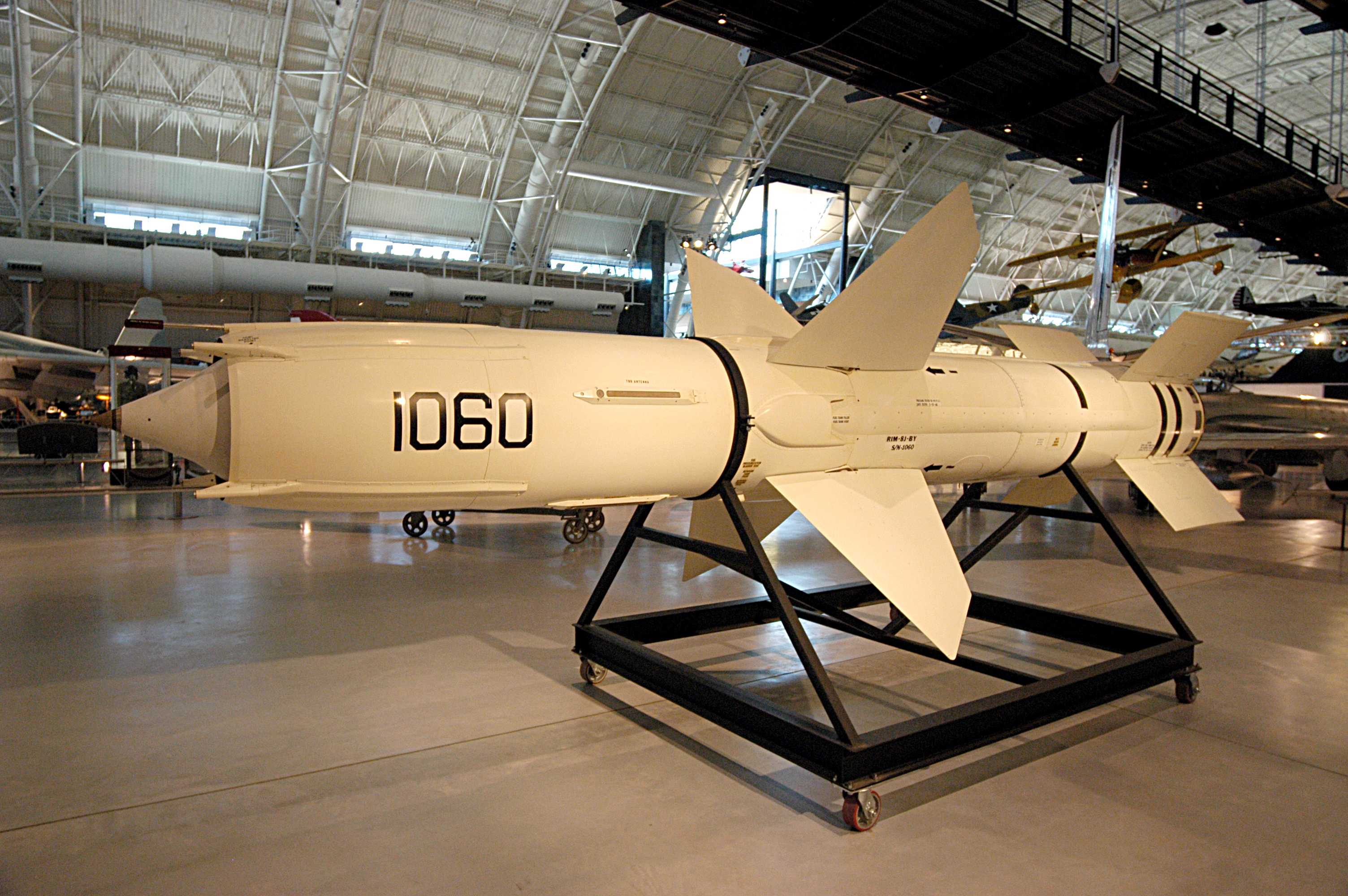
A Bendix RIM-8 Talos на виставці в Центрі Стівена Ф. Удвара-Хейзі в Шантійї, штат Вірджинія

## Подальше читання
- Friedman, Norman (1982). The "3 T" Programme. Warship. London: Conway Maritime Press. VI (22–3): 158—166, 181—185. ISBN 0-87021-981-2.
- Goss, Wilbur H. та ін. (April–June 1982). Talos in Retrospect. Johns Hopkins APL Technical Journal. 3 (2): 116—179. ISSN 0270-5214.